# Phantasy Star Portable
Phantasy Star Portable (ファンタシースターポータブル) é um jogo para o PlayStation Portable, produzido pelo Sonic Team e desenvolvido por Alfa System. Foi lançado para para o PlayStation Portable no Japão em Julho de 2008, a versão Norte Americana em Março de 2009 e na Europa em Abril de 2009.

## Raças
Existem quatro raças diferentes em Phantasy Star Portable: HUMANs, NEWMANs, CASTs e BEASTs.
| Raça   | HP | ATP | ATA | TP | DFP | EVP | MST | STA |
| ------ | -- | --- | --- | -- | --- | --- | --- | --- |
| HUMAN  | C  | C   | C   | B  | B   | B   | B   | A   |
| NEWMAN | D  | D   | B   | A  | C   | A   | A   | A   |
| CAST   | B  | B   | A   | D  | A   | D   | D   | A   |
| BEAST  | A  | A   | D   | C  | B   | C   | C   | A   |

### Newmans
Newmans são geralmente vistos como adeptos a Técnicas, como um resultado do aumento de suas habilidades mentais por meio de engenharia genética. No entanto, eles são a raça mais fraca fisicamente.
Planeta Natal: Neudaiz
NPC Partner: Maya Shidow
Visualmente, Newmans são muito próximos aos HUMANs. A única diferença visível é que Newmans possuem orelhas pontiagudas que podem ser alteradas em três diferentes direções em um eixo de 90 graus.

### CASTs
CASTs são andróides. CASTs são os únicos capazes de usar armas SUV. CASTs são a raça com o menor número de habitantes dos planeta, mas em Parum eles controlam o governo.
Planeta Natal: Parum
NPC Partner: Lou

## Organizações

### GUARDIANS
Os GUARDIANS são uma organização de segurança estabelecida para garantir o bem-estar de seus clientes, lidando primariamente com missões que envolvem criaturas nativas perigosas e criminosos.
No Sistema Gurhal há uma força policial oficial, mas são incapazes de policiar o sistema inteiro. Po esta razão, esta compania interplanetar foi criada, e aos Guardians são garantidos poder limitado de polícia na execução de missões assignadas.
Afiliados: Karen Erra, Hyuga Ryght, Leogini Santosa Berafort, Tonnio Rhima, Lou, Maya Shidow, Lucaim Nav, Obel Dallgun, Laia Martinez, Vivienne, Clamp Manyel, Mina

### Alliance Military Force
Cem anos antes, ao fim da grande guerra, a Alliance Military Force (A.M.F.) foi criada pelo Tripartite Treaty como um mútuo impedimento para manter a ordem no sistema. A Alliance Military tem um sistema de comando que é independente de qualquer governo planetário. Eles possuem poder neutro, suprimindo distúrbios militares pelo Sistema Gurhal.
Seus fundos são providos pelos governos dos três planetas, mas seus ranks são compostos quase inteiramente de CASTs.
Afiliados: Fulyen Curtz, Mother Brain, Mikaris Geid, Stank Geese

## Personagens

### GUARDIAN
O personagem que o jogador cria. O personagem inicia passando pelo treinamento de Laia e se tornando um GUARDIAN junto com Vivienne. O personagem é bastante calado e raramente fala. As poucas vezes que o personagem fala é com Vivienne e ocasionalmente com Headmaster Nav. O personagem afeta o comportamento e compreensão de Vivienne dependendo de como o jogador atua no jogo.

### Vivienne
Vivienne é de início dito que é um modelo especial de CAST que ultrapassa os modelos "Lou", posteriormente revela-se ser uma cópia de Helga Neumann. Ela é bastante sentimental e costuma ter inveja dos humanos. Dependendo de como a pessoa joga ela poderá ser bem gentil ou bem fria.

### Laia Martinez
Laia é a Guardian de raça Beast que treinou o jogador. Ela é extremamente rígida e durona tanto na vida pessoal como em seu trabalho.

### Hyuga Ryght
Um Guardian que auxilia a Escola de Treinamento de GUARDIANS. Ele é um Casanova que flerta com todas as mulheres, mas também seguidor devoto da Gurhal Faith, e clama que todas as garotas que ele conheceu chegaram a ele por meio de intervenção divina.

### Helga Neumann
Uma mulher que trabalha com os Illuminus. Embora aparente estar na casa dos 20, ela possui 47 anos de idade. Ela diz que morreu e foi revivida pelos SEED. Ela é a causa dos Remnant SEED se espalharem e a criação de outra HIVE.

## Recepção
Phantasy Star Portable foi o 14º jogo mais vendido do Japão em 2008. James Mielke da 1UP elogiou sua jogabilidade e deu Phantasy Star Portable um A-